# Mossula salomonis
Mossula salomonis är en insektsart som beskrevs av Kirby, W.F. 1891. Mossula salomonis ingår i släktet Mossula och familjen vårtbitare. Inga underarter finns listade i Catalogue of Life.